# ويليام بورتون روي
ويليام بورتون روي (بالإنجليزية: William Burton Roy)‏ هو لاعب رماية وضابط أمريكي، ولد في 4 ديسمبر 1958.

## وصلات خارجية
- ويليام بورتون روي على موقع أوليمبيديا (الإنجليزية)